# غوة كلاتة
غوة كلاتة (بالفارسية: گوه کلاته) هي قرية تقع في قسم تشناران الريفي (مقاطعة تشناران) في إيران. يقدر عدد سكانها بـ 27 نسمة بحسب إحصاء 2016.